# Partido do Novo Triunfo

Logo.

O 'Partido del Nuevo Triunfo (em português: Partido do Novo Triunfo) era um partido neo-nazista argentino, proibido em 17 de Março de 2009 por decisão do Supremo Tribunal de Justiça Argentino.

## Origens
O partido foi formada por Alejandro Biondini, em 1990, como o Partido Nacionalista de los Trabajadores (Partido Nacionalista dos Trabalhadores), inicialmente como uma dissidência do Partido Justicialista. O líder do partido antecipou crise econômica no país que ele achou que poderia definir a base para uma tomada de poder pelo nacionalismo revolucionário. Biondini é um veterano da cena neo-nazi internacional, tendo estabelecido um grupo chamado Alerta Nacional em 1984, que ele descreveu como "uma pequena parte do grande movimento mundial socialista". Este grupo tem tentado criar laços entre o país vários grupos do Nacional Socialismo.

## Ideologias
Veja Nacional Socialismo(Nazismo).

## Plataforma
As idéias do partido ter sido resumida por eles na declaração de políticas que afirma cinco objetivos para o povo argentino. Estes são listados como:
- A reafirmação dos valores da Argentina, com base em Deus e país com uma posição firme tomada contra todos os que procuram danos esses valores.
- Dignidade para o trabalhador argentino, através do estabelecimento de um corporativista parlamento.
- Defesa nacional e soberania a todo o custo, com um programa sistemático de rearmamento, a fim de recuperar o Ilhas Falkland e a Patagônia.
- O estabelecimento de um sistema puramente econômica argentina, que eliminaria a usura e unir classes sob o corporativismo.
- Um código muito mais rigorosas legal, incluindo punições para aqueles que considera terem beneficiado de lutas da Argentina.